# Port lotniczy Maintirano
Port lotniczy Maintirano (IATA: MXT, ICAO: FMMO) – port lotniczy położony w Maintirano, w prowincji Mahajanga, na Madagaskarze.